# 3629 Lebedinskij

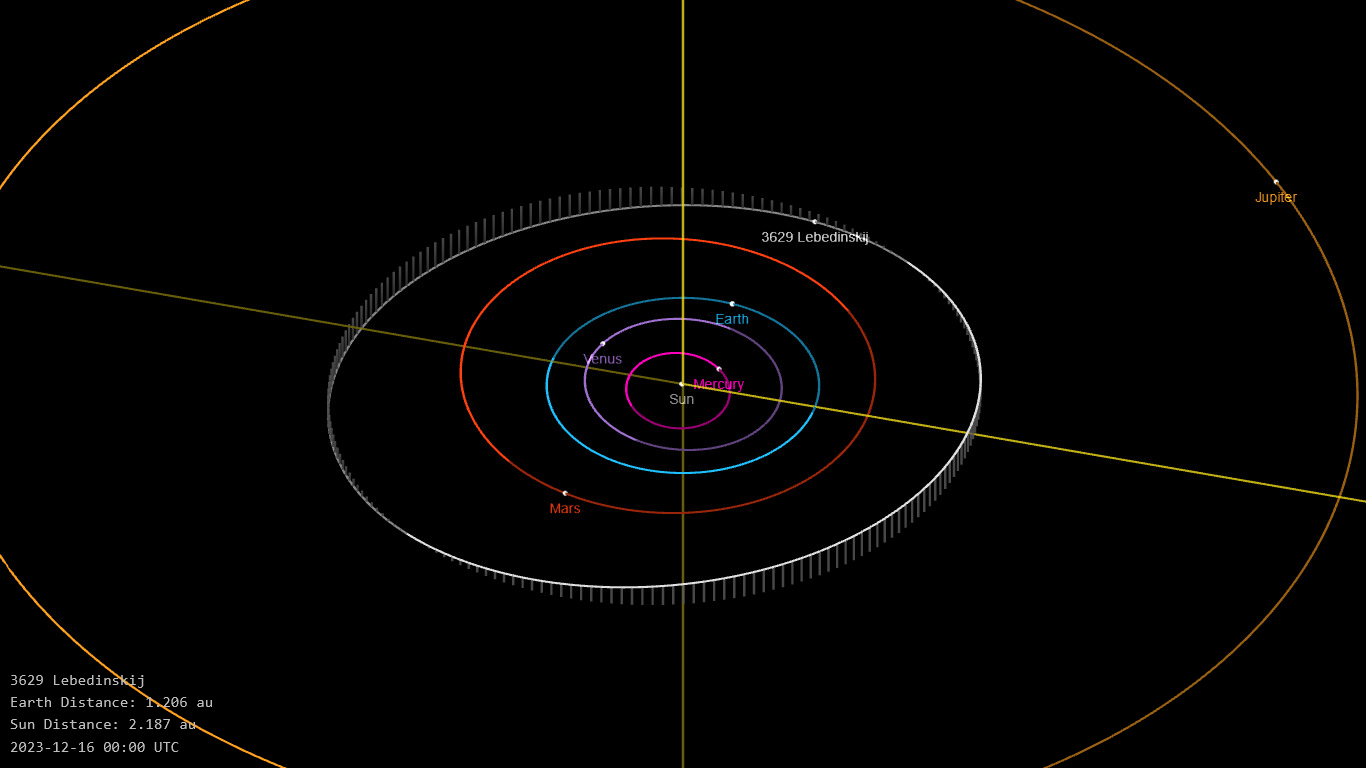

3629 Lebedinskij è un asteroide della fascia principale. Scoperto nel 1982, presenta un'orbita caratterizzata da un semiasse maggiore pari a 2,4041862 UA e da un'eccentricità di 0,1022134, inclinata di 5,63923° rispetto all'eclittica.
L'asteroide è dedicato all'astrofisico russo Aleksandr Ignat'evič Lebedinskij.